# 681 a.C.

## Eventos

### Oriente Médio
- Início do reino de Assaradão, rei da Assíria (entre 681 a.C. e 669 a.C.)[1]
- Senaqueribe da Assíria é assassinado por um ou dois de seus filhos no templo do deus Ninurta em Kalhu (Mesopotâmia do Norte) após um reinado de 24 anos no qual ele derrotou os babilônios, fez de Nínive (o Iraque moderno) um local de show e desviou as águas do rio Tigre em um enorme aqueduto para abastecer a cidade com irrigação.[2]
- A segunda esposa de Senaqueribe, Naquia (Zaquitu), usa suas artimanhas e influências para que o conselho imperial nomeie seu filho Assaradão como o sucessor de seu marido em preferência aos dois irmãos mais velhos do jovem, que fogem para Urartu (Armênia). Assaradão, ao contrário de seu pai, é amigo da Babilônia e ordena sua reconstrução.[3]

## Mortes
- Senaqueribe da Assíria é assassinado[2]